# 邱鎮江
邱鎮江（1951年7月30日—2011年1月22日），藝名黃龍，出身楊麗花台視歌仔戲團，台灣資深歌仔戲與電視演員，經常在鄉土劇中演出。著名的作品有台視1988年《悲歡歲月》、《封神榜》、《長男的媳婦》等。知名歌仔戲演員許秀年是他的妻子。

## 生平
在楊麗花台視歌仔戲團時，邱鎮江經常演出反派角色，如番王。在此，他結識了當家小旦許秀年，並與她結婚。
2011年1月22日，因肝癌病逝，享壽60歲。

## 演出作品

### 電視劇
| 年份 | 頻道       | 劇名                         | 飾演           |
| 1984 | 台視       | 《倚天屠龍記》               | 青翼蝠王韋一笑 |
| 1985 | 台視       | 《英雄氣概美人情》           | 蕭建一、無子刀 |
| 1987 | 台視       | 《小神童萬善爺》             | 羅明           |
|      | 台視       | 《中國民間故事》花田錯       | 黃捕頭         |
|      | 台視       | 《中國民間故事》河伯娶妻     | 竇霸天         |
|      | 台視       | 《中國民間故事》刺虎         | 李自成         |
|      | 台視       | 《中國民間故事》後宮春秋     | 世宗           |
|      | 台視       | 《鍾馗嫁妹》                 | 郝易           |
| 1989 | 台視       | 《誰殺了大明星》             | 大牛           |
| 1990 | 台視       | 《三媽再生》                 | 王霸           |
| 1990 | 台視       | 《七爺八爺闖天關》           | 李再慶         |
| 1991 | 台視       | 《廖添丁傳奇》               | 松本健夫       |
| 1992 | 台視       | 《英雄世家》                 | 吳文賓         |
| 1994 | 台視       | 《莫那魯道》                 | 吉村           |
| 1996 | 台視       | 《中國民間故事》詹典嫂告御狀 | 白祈英         |
| 1996 | 中視       | 《情字這條路》               | 周鎮海         |
| 1997 | 台視       | 《非常任務》                 | 蔡明開         |
| 1997 | 民視       | 《菅芒花的春天》             | 許義芳         |
| 1997 | 民視       | 《嘉慶君遊台灣》             | 楊廷理         |
| 1997 | 中視       | 《大姐當家》                 | 家富           |
| 1998 | 台視       | 《布袋和尚》吉人天相         | 黃隆           |
| 1998 | 台視       | 《李鐵拐》熊貓大盜           | 酒矸伯、漢鍾離 |
| 1999 | 台視       | 《福德正神土地公》慧眼識丈夫 | 陳員外         |
| 1999 | 台視       | 《福德正神土地公》世間錢做人 | 包枕頭         |
| 1999 | 台視       | 《台灣廖添丁》               | 王萬年         |
| 1999 | 台視       | 《赤腳婆》                   | 太師           |
| 1999 | 民視       | 《某大姐》                   | 王進興         |
| 2000 | 民視       | 《長男的媳婦》               | 周武郎         |
| 2000 | 中視       | 《封神榜》                   | 李靖           |
| 2001 | 三立台湾台 | 《鳥來伯與十三姨》           | 王國峰         |
| 2001 | 三立台湾台 | 《台湾阿诚》                 | 沈志声         |
| 2002 | 三立台灣台 | 《戲說台灣》戲班的藏寶       | 漢伯           |
| 2002 | 華視       | 《台灣靈異事件》幽靈池       |                |
| 2004 | 八大第一台 | 《真愛無悔》                 | 黃慶忠         |
| 2007 | 大愛       | 《歡喜有緣-後山土地公》      | 王順           |
| 2007 | 台視       | 《神機妙算劉伯溫》怒犯天條   | 白鐵拐         |
| 2007 | 台视       | 《神机妙算刘伯温》皇城龙虎斗 | 和廉溪         |

### 歌仔戲

#### 楊麗花歌仔戲
- 萬花樓 飾 易飛龍
- 狸貓換太子 飾 張龍
- 薛仁貴征東 飾 蓋蘇文
- 年羹堯新傳 飾甘鳳池
- 白衣童子 飾 熊友棋
- 擎劍雙驕 飾郭大西
- 狂花飄雲夢 飾 劉士強
- 孫臏下山 飾袁達
- 皇上難為 飾恂親王
- 朱洪武 飾慧禪長老
- 薛剛 飾武三思
- 王文英與竹蘆馬 飾 龐洪
- 王伯東告御狀 飾 龐洪
- 英雄殘夢 飾 鄧天豹
- 新西江月 飾 陸成
- 新狄青 飾 李義
- 順治與康熙 飾 鰲拜
- 《洛神》飾曹操
- 四季紅- 亂世情深 飾李波
- 四季紅 -苦海思親 飾 丁父
- 四季紅-七品巧縣官 飾 伍天水
- 《君臣情深》飾龐洪

## 外部連結
- 邱鎮江在香港影庫上的簡介